# William Kvist
William Kvist (Odder, 24 de fevereiro de 1985) é um ex-futebolista dinamarquês.

## Títulos
Fonte:
Copenhagen
- Superliga Dinamarquesa: 2005–06, 2006–07, 2008–09, 2009–10, 2010–11, 2015–16, 2016–17, 2018–19
- Copa da Dinamarca: 2008–09, 2015–16, 2016–17